# Telemundo Africa
 (septembre 2018).
Si vous disposez d'ouvrages ou d'articles de référence ou si vous connaissez des sites web de qualité traitant du thème abordé ici, merci de compléter l'article en donnant les références utiles à sa vérifiabilité et en les liant à la section « Notes et références ».
Telemundo Africa une chaîne de télévision par câble africaine diffusée le 12 août 2013 par DStv dans plus de 48 pays d'Afrique subsaharienne. Détenue par NBCUniversal International Networks, la programmation de cette chaîne est dédiée aux telenovelas de langue espagnole produites par Telemundo Television Studios. La chaîne est disponible en anglais et en portugais.

## Vue d'ensemble
Telemundo Africa est uniquement disponible pour le marché africain, avec une programmation en espagnol doublée en anglais pour les pays d'Afrique du Sud et d'Afrique subsaharienne, et en portugais pour l'Angola et le Mozambique. Le doublage en portugais est effectué à Miami par les studios The Kitchen et Universal Cinergia Dubbing. Lorsque la chaîne a commencé ses émissions en août 2013, elle a commencé à montrer les telenovelas Aurora, Rosa diamante, Mi corazón insiste en Lola Volcán et La casa de al lado.

## Diffusion
| Pays ou région | Opérateur | Canal |
| -------------- | --------- | ----- |
| Afrique        | DSTV      | 118   |

| Pays ou région | Opérateur   | Canal |
| -------------- | ----------- | ----- |
| Afrique        | Gotv Africa | 14    |

| Pays ou région | Opérateur      | Canal |
| -------------- | -------------- | ----- |
| Afrique        | Canal+ Afrique | 423   |

## Programmes
- The Boss
- On the other side of the wall
- Lord of the Skies
- Prisoners 2
- The Boss 2
- my perfect family
- the way to paradise
- Descisions
- Close enemies
- Betty in Ny